# John Mone
John Aloysius Mone (ur. 22 czerwca 1929 w Glasgow, zm. 14 października 2016 w Greenock) – brytyjski duchowny rzymskokatolicki, w latach 1988-2004 biskup diecezjalny Paisley.

## Życiorys
Święcenia kapłańskie przyjął 12 czerwca 1952 w archidiecezji Glasgow. 24 kwietnia 1984 papież Jan Paweł II mianował go biskupem pomocniczym archidiecezji ze stolicą tytularną Abercornia. Sakry udzielił mu 14 maja 1984 kardynał Thomas Winning, ówczesny arcybiskup metropolita Glasgow. 8 marca 1988 papież powierzył mu urząd biskupa diecezjalnego Paisley. 7 października 2004 zrezygnował z tego stanowiska, osiągnąwszy trzy miesiące wcześniej biskupi wiek emerytalny (75 lat). Od tego czasu pozostawał biskupem seniorem diecezji.